# Fly Eye Records
Fly Eye Records est un label discographique de musique électronique britannique basé à Londres, créé en 2010.
C'est l'un des 27 sous-labels de Spinnin' Records, fondé par Calvin Harris.
Calvin Harris, R3hab, Mightyfools, Quintino, Kenneth G, Jewelz & Sparks ou encore le duo Bassjackers y ont déjà signé.